# 諏訪神社 (常総市)
諏訪神社（すわじんじゃ）は、茨城県常総市水海道諏訪町3771にある神社。地名を冠して水海道諏訪神社（みつかいどうすわじんじゃ）とも呼ばれる。創建年は不詳。社格は旧無格社。

## 祭神
- 建御名方神[1]
- 大国主神[1]
- 事代主神[1]

## 歴史

### 近世

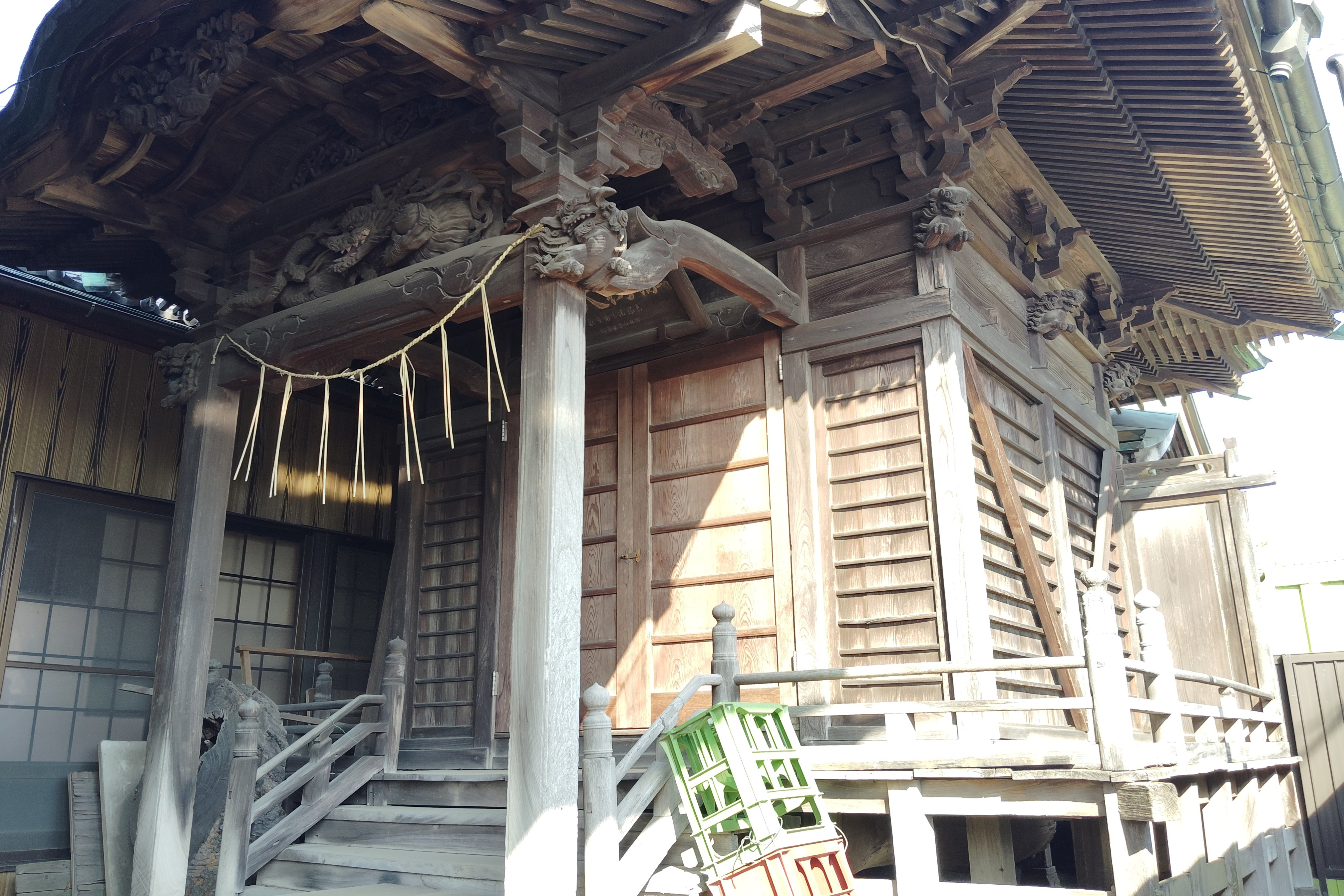
後藤縫之助による彫刻がある幣殿

水海道に集落が形成されたのは延宝年間（1673年～1681年）であり、延宝5年（1677年）には水海道八幡神社が創建されている。元禄年間（1688年～1703年）には現在の諏訪神社の場所に社があったとされる。
安政5年（1858年）には諏訪神社の社殿が建立され、後藤縫之助が幣殿の彫刻を手掛けた。唐破風の彫刻「波と亀」、欄間の彫刻「飛竜」、木鼻の彫刻「木鼻狛犬」がある。後藤縫之助は笠間稲荷神社や成田山新勝寺の彫刻も手掛けた宮彫師である。なお、本殿の彫刻は竹田重三郎守国の者とされている。

### 近代
明治時代頃には社殿が荒廃していたが、1913年（大正2年）の常総鉄道（現・関東鉄道常総線）水海道駅が開業した頃に復興の機運が高まり、1917年（大正6年）12月には長野県の諏訪大社から改めて神霊を迎えて遷宮した。社殿の修繕や社務所の新築がなされ、尾竹国観から拝殿の天井絵「雲竜」、尾竹竹坡から幣殿の天井絵「竹に虎」の奉納を受けるなどしている。この間の1914年（大正3年）には境内に忠魂碑が建立された。

### 現代
戦後の1952年（昭和27年）10月14日に宗教法人が設立され、1954年（昭和29年）には水海道町全町の氏神となった。1998年（平成10年）には諏訪会館が新築され、2005年（平成17年）には社務所が新築された。
2015年（平成27年）9月の平成27年9月関東・東北豪雨（常総水害）では常総市街地が甚大な被害を受け、諏訪神社も大きな被害を受けた。2017年度（平成29年度）から2018年度（平成30年度）にかけて遷座100周年の記念事業が実施され、『おすわさまと水海道 平成三十年水海道諏訪神社遷座百年記念誌』も刊行された。

## 境内
- 本殿
- 幣殿
- 拝殿
- 社務所

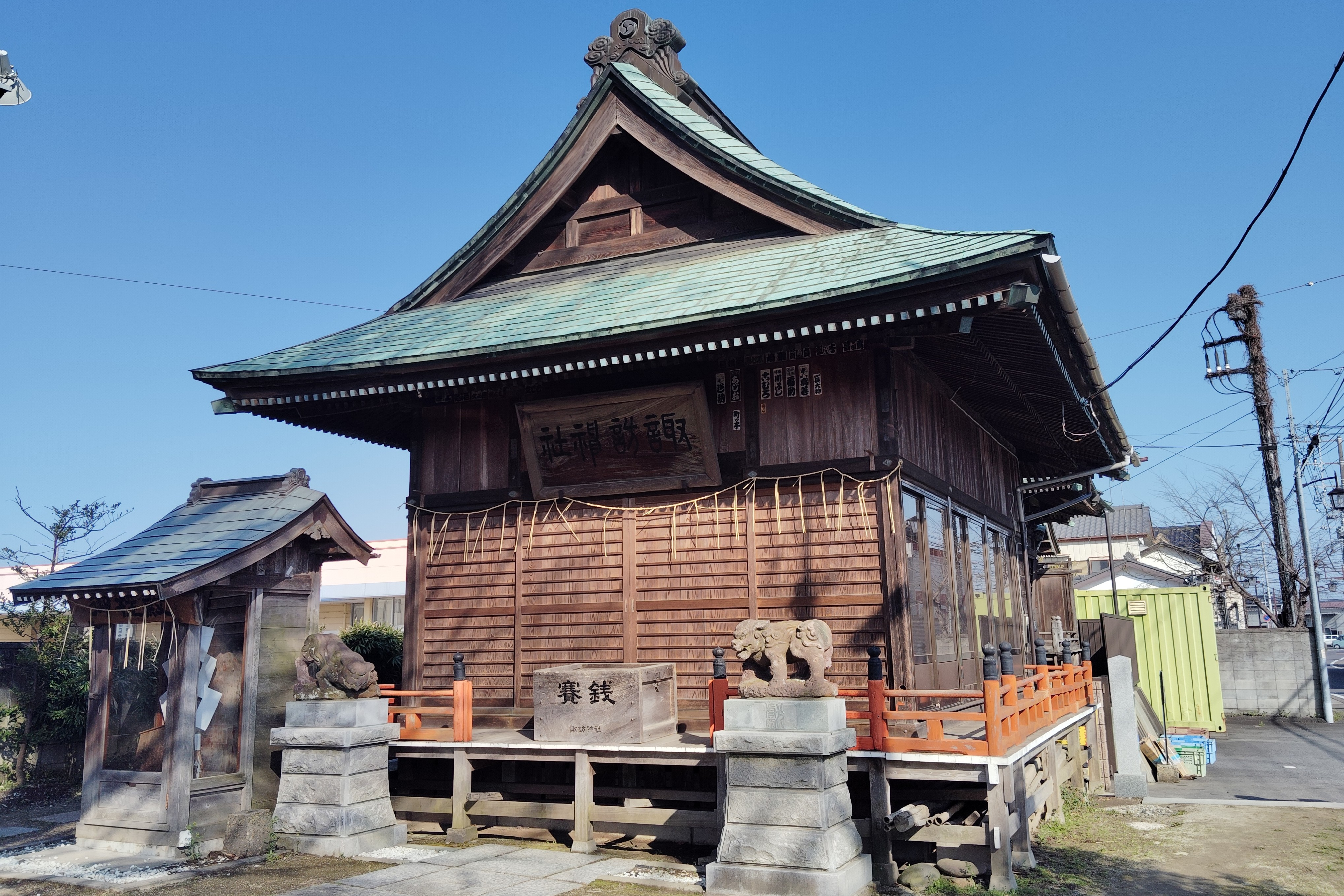
拝殿

- 忠魂碑 - 1914年（大正3年）建立[4]。日清戦争と日露戦争の忠魂碑である[4]。
- 御柱 - 2004年（平成16年）に役目を終えた諏訪大社上社本宮の一之柱の先端部分である[4]。
- 大ケヤキ
- 正面鳥居
- 東門鳥居 - 1917年（大正6年）11月建立[4]。
- 石灯籠 - 1875年（明治8年）建立、1913年（大正2年）再建[4]。

## 文化財

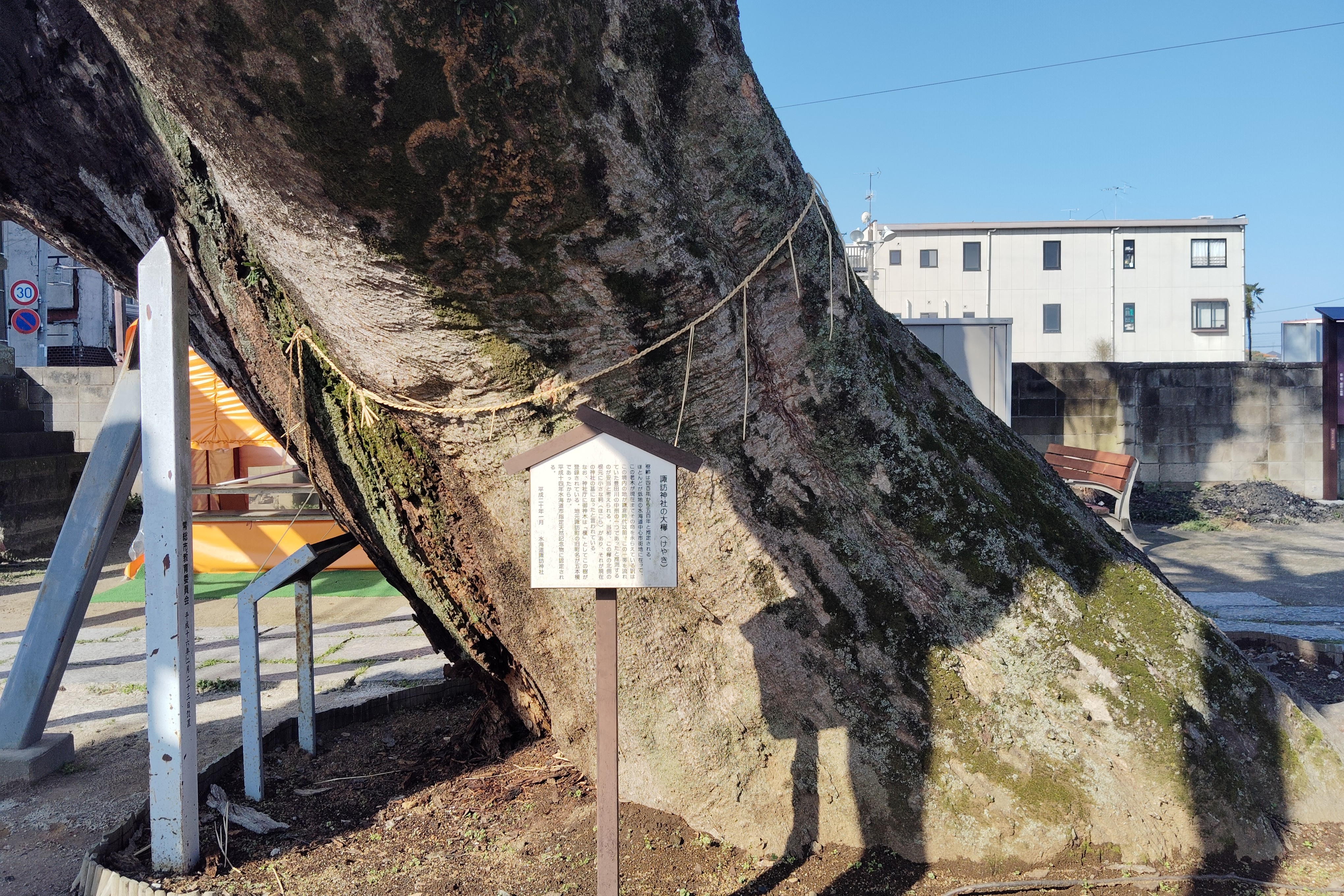
諏訪神社のケヤキ

### 市指定文化財
- 「諏訪神社のケヤキ」（天然記念物） - 諏訪神社の神木である[1]。推定樹齢350年〜400年[2]。胸高幹周630センチメートル[2]。樹高10メートル、総高13メートル[2]。2002年（平成14年）4月1日に水海道市指定文化財に指定された[2]。